# أمزرو (تامكروت)
أمزرو هي إحدى مشيخات المملكة المغربية، تتبع جغرافيا لإقليم زاكورة وإداريًا لتامكروت. يقدر عدد سكانها بـ 2878 نسمة حسب الإحصاء الرسمي للسكان والسكنى لسنة 2004.

## التاريخ
كانت تعتبر تازكورت مكانا استراتيجيا على ممر العصور وملتقى تاريخي مهم لطرق التجارة الصحراوية التي كانت ترنط بلاد السودان بالصحراء والمغرب بشعوب البحر الأبيض المتوسط.
واعتبارا للانعراج الواد ي قرب أسفل الجبل والذي يسمى بمرفق وادي درعة ومروره عبر واحة فزواطة، فأن جبل زاكورة اعتبر منذ القديم موقعا استراتيجيا تم استغلاله من طرف كل من مروا بالواحة كمركز مراقبة. وذلك لاطلالته على كل الواحات، وإمكانية مراقبة الوادي من المنبع في الواحات الشمالية والتحكم في مياة المصب بالواحات الجنوبية؛ وقد كان يؤمن مراقبة الأراضي المتاخمة للواحات، والتي كانت غالبا ما تتعرض للغزو من طرف الرحل المحاربين خاصة من العرب، الأمازيغ والتي دامت قرونا، ابتداء من القرن الثالت عشر الميلادي. 
ويعتبر المخطوط اليهودي «تاريخ واد درعة» من أقدم المخطوطات التي تطرقت لوادي درعة في العصور القديمة بحيث تحدثت عن تازكورت وذلك في القرن السابع الميلادي، التي تم احتلالها من طرف اليهود الذين كانوا قد استولوا على مرفق درعة آنذاك بحيث تصادف وجودهم بالمنطقة بالسكان الأصليين ذووا البشرة السوداء الذين يحتمل أنهم كانو يدينون المسيحية 
عموما فإن التواجد اليهودي بالمنطقة كان مشهود له منذ القدم من طرف البعثاث التي كان يقوم بها العرب والمسلمون آنذاك خاصة في بداية القرن الثامن الميلادي، وتؤكد الرواية الشفوية التواجد العربي بالمنطقة وذلك من خلال مؤسسة زيدان ابن أحمد المنحدر من المملكة العربية السعودية والذي يعتبر أحد أجداد العرب المتواجدين بدرعة.

## المرابطـــــون بزكـــورة
حسب الرواية الشفوية فإن قدوم المرابطين إلى الواحة، كان بدعوة من أهل درعة آنذاك وذلك بدعوة أمير سجلماسة (الريصاني حاليا) أحد أكبر حواضر تافيلالت، الذي استجاب لهم. وكان أول ظهور للمرابطين الذين ينحدرون من أصل بربري (1147/1056) بحيث كانت الواحة منطلقا للاستيلاء على كل المناطق المجاورة، وتأسيس مراكش سنة 1062 
وفي منتصف القرن الحادي عشر وبعد الاستيلاء على منطقة درعة فقد تم التنكيل باليهود واستعبادهم وإخراجهم من مناطق نفوذهم، وبذلك تم إنشاء حصن بجبل زاكورة، ليس بقمة الجبل ولكن بسفحه بمحاذاة الوادي، وقد كان يشغل مكانا استراتيجيا من الشمال الشرقي، ويقابل الشمال الذي يحتمل قدوم خطر العدو منه، وقد شيد الحصن ليرغم كل العابرين على اجتياز الممر الموجود بين الجبلين 
وقد جرت أبحات أركيولوجيا بالمنطقة في سنوات الخمسينيات كان لها الفضل الكبير في كشف حقيقة الآثار والبقايا التي توجد على قدم الجبل بالجهة اليسرى للوادي، بأنها هي نفسها الحصن المرابطي ذات الألف عام، التي ربما أنشئت بموازاة مع تأسيس مدينة مراكش. 
وكان حكم المرابطين بدرعة سببا في نزوح أفواج كبيرة من البرابرة إلى الواحة بحيث تم دخولهم في الإسلام على فترات متفاوتة حسب قدومهم، كما أن عودة اليهود إلى المنطقة كانت في القرون التي تلت حكم المرابطين بعدما وجدت تعايشا تاما مع السكان.
وكان لعودة المرتدين المسيحيين الذين عبروا عن انحرافهم بأشكال شتى، أثر كبير على السلاطين آنذاك وخاصة في الجانب العسكري، الذي كان يتكون معظمه من المرتزقة 
وفي الجانب الأيمن من الوادي قبالة الجبل من الناحية الشمالية توجد «إمارة تنسيطة» التي تم تأسيسها في القرن السادس عشر، ومن خلال شهادة عينية لأحد المؤرخين فإن تنسيطة هي مقر الإمارة البربرية التي تحمل نفس الاسم، والتي كان لحكامها روابط وثيقة مع سلطان فاس آنذاك 
واعتبرت الإمارة مركزا تجاريا هاما، بحيث كانت تجمع بين منتوجات أوربية وإفريقية، واستطاعت هذه الإمارة أن تحافظ على استقلاليتها رغم التدخلات العنيفة التي كان يقوم بها عرب بني معقل آنذاك، وذلك نظرا للمعاهدة التي كانت تربطهم بالبرتغاليين، الذين تواجدوا في كل الثغور البحرية إلى حدود أكادير (سانتاكروز) بحيث كانوا يدعمونهم بالعتاد والسلاح.
وقد وصف ليون لافريكان هدية مزوار تنسيطة إلى سلطان فاس سنة 1514 /1515، والتي كانت بعض محتوياتها: مئات من العبيد، العشرات من الإبل، بعض النعامات التي كانت تربى من أجل لحومها وزرافة!كما أن الواحة كانت تتوفر على خيرات كثيرة من التمور يتغذى عليها كل من في الواحة.

## تكمادارت مهــــد السعديـــين
يعتبر مرمول كربجال أحد الشهود العيان الذين عاينوا واحة درعة في القرن السادس عشر، والذي يشهد بتواجد المنطقة الحالية لأمزرو ونواحيها منذ ذلك التاريخ، حيث كانت تتواجد مدينة تكمادارت مهد السعديين. 
وقد كتب مرمول كربجال سنة 1573 حين كان يقيم بالواحة واصفا تكمادارت (للإشارة فهو جندي من أصل إسباني)، قائلا: " إنها مدينة يقطنها ألف وخمسمائة ساكن على الحدود مع ليبيا، مسافة عشرين فرسخا (وحدة قياس) من لكتاوة، لها أسوار رديئة البناء، لكن في أعلى الجبل توجد قلعة؛ إنهم داريوس رجال مزهوين فخورين بأنفسهم لأنهم على دراية بعلم عصرهم ". ويؤكد من جديد: " إنه هنا المكان الذي جاء منه الشرفاء الذين يحكمون اليوم فاس والمغرب كله ". ويتابع قائلا: " إنها أرض معطاء لكل الخيرات من قمح وزرع وتمور، وفي المجمل من المواشي، ويحكم الشريف القلعة في أعلى الجبل لمراقبة كل غزو محتمل لرجال الصحراء المجاورة. ويتواجد بهذا المكان بعض الوحدات من المدافع كما أيضا بتانكوميست الخاضعة لعامل تيمسكي التي تعتبر أهم هذه الأحياء.

## درعــــــــــة وتمبوكـــتو
من المحتمل أن قصر (قصبة) أمزرو هو الوريث للقصبات التي شيدها السلاطين في تلك الحقبة (بالخصوص الفترة الممتدة بين 1550-1570) على امتداد وادي درعة من قصبة تامنوكالت قرب أكدز إلى المحاميد في أسفل الوادي. 
غير أن اسم أمزرو لم يظهر إلا في القرن 18 مع مجيء الأمازيغ آيت عطا، إذ كان ولا يزال اسم تكمدارت مستعملا إلى اليوم للدلالة على كل المنطقة المحيطة بأمزرو بمختلف قصورها وقصباتها وزواياها على عهد السعديين الذين وحدوا المنطقة تحت نفوذهم. ثم قام السلطان أحمد المنصور(1578-1603) بتجميع 6000 رجل و 1000 من الخيول وما بين 8000 و 10.000جمل، وكل ما يلزم من الدخيرة الحربية والمؤن للتوجه إلى' كاو' و' تمبوكتو'.

## درعـــــــــــــة
منذ القديم ارتبطت منطقة درعة ببلاد السودان بعلاقات ثقافية واقتصادية، خاصة في العهد المريني (القرن 13- ق 15). وهكذا استقر بعض التجار المغاربة' بكاو' و' تمبوكتو' ونشأت حركة ثقافية ذات بال على يد علماء من مصر ومكة وفاس، إذ كانت جامعة القرويين مركز إشعاع كبير. وكان من أبرز الشخصيات السودانية التي جاءت إلى المغرب وإلى تمكروت بالضبط السيد: أحمد بابا السوداني. وفي هذا الإطار أصبح لرجالات درعة شأن عظيم في تمبوكتو وازدهرت المنطقة بالعائدات من هذه العلاقة. ولكن الثروات بدأت تنتقل من منطقة درعة إلى مناطق أخرى 
و من المضحك أن التبغ دخل إلى المغرب - درعة تحديدا- من هذه العلاقة مع السودان. 
و في سنة 1642 استطاع العلويون السيطرة على المنطقة والقضاء على الفوضى والعراقيل، غير أن مركز القيادة تحول من تكمدارت إلى منطقة ' أغلال' على بعد 20 كلم إلى الشمال من زاكورة.

## المشاعية والحروب القبلية
ولكن الأحوال ساءت وغرقت المنطقة في الفوضى والحروب بين القصور، فنشأت تحالفات (اللف) بين قبائل الرحل - عرب وبربر- والسكان المقيمين ' دراوى' (الأغلبية) وذلك قصد توفير الحماية للأخيرين مقابل 5/1 إنتاجهم الفلاحي. الشيء الذي يفسر سبب هذا التعايش الموجود بين الأمازيغ والعرب والسكان المقيمين الذين يشكلون الأغلبية. 
و يحكي سكان أمزرو أنهم تعرضوا في بداية القرن 20 لمحاولات استيلاء جماعة من الأمازيغ على قصرهم مما دفعهم إلى طلب العون من سكان صاغرو الذين وافقوا على توفير الحماية لهم مقابل 5/1 الإنتاج. ومع مرور الوقت أنشأوا قصبة ' أيت هكو' المقابلة لقصر أمزرو على الطريق الرابطة بين زاكورة وتمكروت.
و عمل السكان ' دراوى' و' الأمازيغ' على تعزيز تحالفهم بالتاخي عن طريق الرضاعة. وقد حافظ الأمازيغ على دور الحامي (الرعيان) إلى عهد الحماية حيث بدأوا يشترون الأراضي ويزرعونها ويشتغلون بالتجارة أيضا.

## الفترة الحالية
عندما قدم الفرنسيون إلى المنطقة في الثلاثينات وقع اختيارهم على ' تزاكورت' ليجعلوا منها مقر قيادة لهم نظرا لموقعها الإستراتيجي، وفي سنة 1990 أصبحت زاكورة عمالة للإقليم الذي يحمل نفس الاسم.
و نم إلحاق أمزرو بالمجال الحضري عوض تمكروت. 
و مما ينبغي الإشارة إليه هو: الأمن والأمان الذي أصبحت تنعم به البلاد الشيء الذي سمح للناس بالخروج من القصور والتوسع العمراني خارج أسوارها 
و من الأمور المهمة التي حصلت أيضا هو رحيل الجالية اليهودية من أمزرو حيث كان آخر تواجد لهم هو الستينات 
غير أن اثارهم بقيت شاهدة إلى اليوم متجلية في الحلي والمصنوعات اليدوية، وفي سنة 1940 عملت السلطات الاستعمارية على نقل السوق الأسبوعي من أمزرو إلى زاكورة تفاديا لما كان يسببه دمار درعة من مشاكل في فترة الفيضانات.
وقد كتب جورج سليمان في سنة 1931 واصفاً واد درعة في جريانه قائلاً: 
وفي الأخير فإن إنشاء أول مدرسة علمانية في أمزرو كان لها الأثر الكبير في تغيير نمط الحياة بالحي بحيث كانت تدرس فيها اللغة العربية والفرنسية، وتحت رغبة الضباط الفرنسيين فقد تم تنقيلها إلى مركز زكورة سنة 1953.